# Projekt Tempo 160
Projekt Tempo 160 är ett österrikiskt trafikprojekt som initierats av transportdepartementets ansvarige minister Hubert Grobach. Projektet är ett försök som inleddes våren 2006 och innebär att en motorvägssträcka på väg A10 i Kärnten, mellan Salzburg och Klagenfurt, fick hastighetsgränsen höjd till 160 km/h (med elektroniska skyltar som anger lägre gräns vid behov) under några månader. Den normala hastighetsgränsen i Österrike är annars normalt 130 km/h och projektet är ett led i att göra det österrikiska motorvägsnätet mer effektivt. Försöket kan komma att fortsätta med fler sträckor.